# Wonder Girls

Logo của nhóm

Wonder Girls (tiếng Hàn Quốc: 원더걸스) là một nhóm nhạc nữ Hàn Quốc, được thành lập và quản lý bởi JYP Entertainment chính thức ra mắt vào năm 2007. Các thành viên cuối cùng của nhóm gồm Yubin, Yeeun, Sunmi và Hyerim. Họ cũng được quản lý tại Hoa Kỳ bởi Creative Artists Agencyer.
Nhóm bắt đầu thâm nhập vào thị trường Mỹ vào năm 2009 với màn biểu diễn mở đầu cho World Tour của The Jonas Brothers. Đây là màn biểu diễn phiên bản tiếng Anh của bài hát "Nobody". Ca khúc "Nobody" xếp ở vị trí 76 trên bảng xếp hạng Billboard Hot 100 cuối năm 2009. Điều đó đã đưa Wonder Girls trở thành nhóm nhạc Hàn Quốc đầu tiên lọt vào bảng xếp hạng này. Vào năm 2010, Wonder Girls tiếp bước vào thị trường Trung Quốc với album Wonder Girls tổng hợp bao gồm các phiên bản tiếng Trung của các ca khúc hit "Tell Me", "So Hot" và "Nobody". Vào năm 2012, Wonder Girls đã ký hợp đồng với Defstar Records, một công ty con của Sony Music Japan để nhóm ra mắt tại Nhật Bản. Từ năm 2007, nhóm đã phát hành ba album phòng thu: The Wonder Years (2007), Wonder World (2011) và Reboot (2015). Đến nay, Billboard cho biết Wonder Girls đã bán được 19.000 đơn vị album tại Mỹ.
Wonder Girl nổi tiếng với phong cách âm nhạc dance-pop và retro từ thập niên 60, 70 và 80 trong các ca khúc như "So Hot", "Nobody" và "I Feel You". MV của ca khúc "Nobody" chủ yếu được lấy cảm hứng từ văn hóa của người Mỹ gốc Phi năm 1960 và nhóm nhạc R&B nổi tiếng The Supremes.
Nhóm chính thức tan rã vào ngày 26 tháng 1 năm 2017.

## Lịch sử hoạt động

### 2007: Ra mắt và sự thành công bước đầu

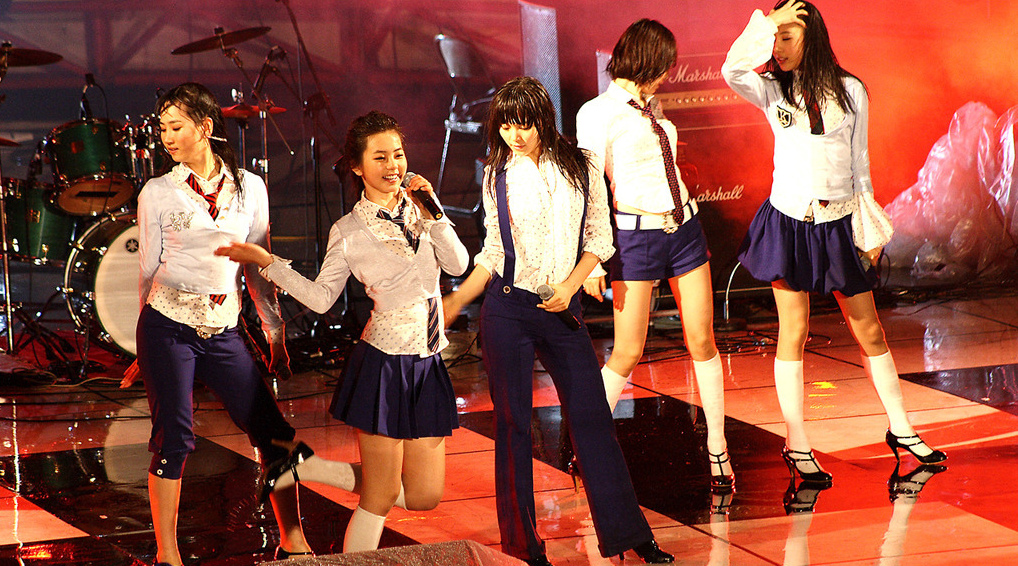
Wonder Girls biểu diễn "Irony" tại Đại học Hanyang vào tháng 5 năm 2007.

Wonder Girls được giới thiệu qua một chương trình truyền hình mang tên MTV Wonder Girls được quay và đạo diễn bởi MTV. 4 tập đầu tiên giới thiệu lý lịch và đặc điểm của các thành viên cũng như lịch làm việc trong ngày của họ. Không lâu sau khi Yeeun trở thành thành viên thứ năm của nhóm, Wonder Girls có buổi showcase tại MTV Studio. Tại buổi showcase này, Wonder Girls đã hát lại bài hát "Don't Cha" của Pussycat Dolls và biểu diễn những ca khúc của họ là "Irony" và "It's Not Love". Sunye trình diễn ca khúc "Stand Up For Love" của Destiny's Child trong khi HyunA thể hiện kĩ thuật nhảy của mình với một tiết mục nhảy solo. Ba thành viên còn lại Yeeun, Sunmi và Sohee hát lại ca khúc "Together Again" của Janet Jackson.
Wonder Girls chính thức ra mắt vào đầu năm 2007 tại MBC Show! Music Core" với "Irony", một ca khúc hip-hop từ mini-album đầu tay của họ, "The Wonder Begins". Fanclub chính thức của Wonder Girls được thành lập với tên gọi "Wonderful".
Trong năm 2007, các thành viên Wonder Girls đã gặp phải nhiều chấn thương và vấn đề sức khỏe. Ngày 25 tháng 6, Sohee đã phải nghỉ diễn 1 tháng vì đứt dây chằng đầu gối trong một tai nạn xe máy trong lúc quay MV "I Like It Hot". Bốn thành viên còn lại tiếp tục biểu diễn cho tới cuối tháng 7 khi HyunA phải rời nhóm do cha mẹ cô lo lắng về tình hình sức khỏe của cô - bệnh viêm dạ dày mãn tính và những lần cô bị ngất.

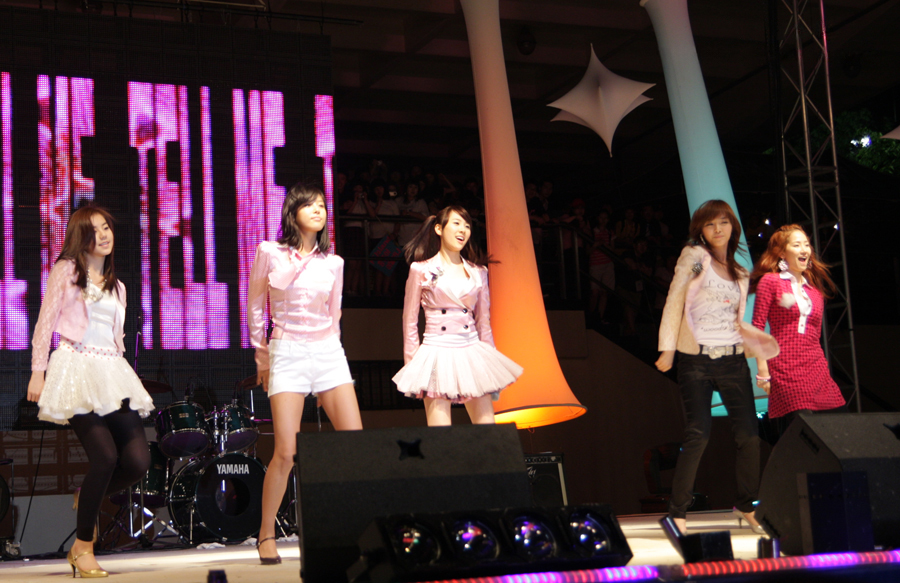
Wonder Girls biểu diễn "Tell Me" tại Đại học Halla

Mùa thu năm 2007, Good Entertainment, một công ty tài năng đã gửi thực tập sinh của họ là Yubin tới JYP Entertainment để thay thế HyunA. Yubin ra mắt 3 ngày sau đó cùng Wonder Girls tại Music Bank với ca khúc "Tell Me".
Album đầu tiên của họ, "The Wonder Years", được phát hành vào tuần sau đó. Do sự thay thế vào phút chót của Yubin, bản "Tell Me" trong album không có phần rap của cô. Tuy nhiên, khi biểu diễn, ca khúc đã được phối lại với phần rap của Yubin. "Tell Me" là một hit và đã giành được vị trí số 1 tại nhiều bảng xếp hạng âm nhạc truyền hình và các trang mạng tại Hàn, trong đó có KBS Music Bank.
Vũ đạo của "Tell Me" đơn giản và rất dễ làm theo. Vào tháng 10 năm 2007, nhiều fan đã biểu diễn Tell Me và đăng tải nó lên các website chia sẻ video như Youtube và Daum, trong đó có cả video một nhóm cảnh sát nhảy Tell Me, những người này đã được nêu trên SBS Star King. Điệu nhảy Tell Me trở nên nổi tiếng, được gọi là "Tell Me virus" và mang lại cho Wonder Girls danh hiệu "Những em gái quốc dân". Ca khúc này cũng đạt được vị trí số 1 tại Thái Lan. Theo bảng xếp hạng 10 ca khúc hay nhất thập kỷ của Hàn Quốc, Tell Me xếp ở vị trí thứ 2.
Wonder Girls đã quảng bá album này trong một thời gian dài. Cuối năm 2007, họ bắt đầu biểu diễn đĩa đơn thứ hai từ album, "This Fool". Họ xuất hiện trên nhiều chương trình truyền hình, tham gia các chương trình radio, có mặt tại các lễ hội âm nhạc, các show và tham gia các buổi biểu diễn đặc biệt với các nhóm nhạc khác như Big Bang. MTV cũng đã phát sóng 3 phần của Wonder Life, một chương trình truyền hình thực tế của Wonder Girls.

### 2008: Các đĩa đơn tiếp theo và tiếp tục nổi tiếng
Wonder Girls trở lại vào mùa hè 2008. Tháng 5 năm 2008, trong 5 ngày liên tiếp, mỗi ngày một hình ảnh mới của thành viên Wonder Girls được công bố, bắt đầu là Yeeun và kết thúc là Sohee. Một bản nghe thử từ đĩa đơn mới của họ được phát hành. Có những tin đồn cho rằng thành viên cũ HyunA sẽ trở lại nhóm, nhưng JYP Entertainment đã xác nhận rằng điều đó không thể xảy ra.

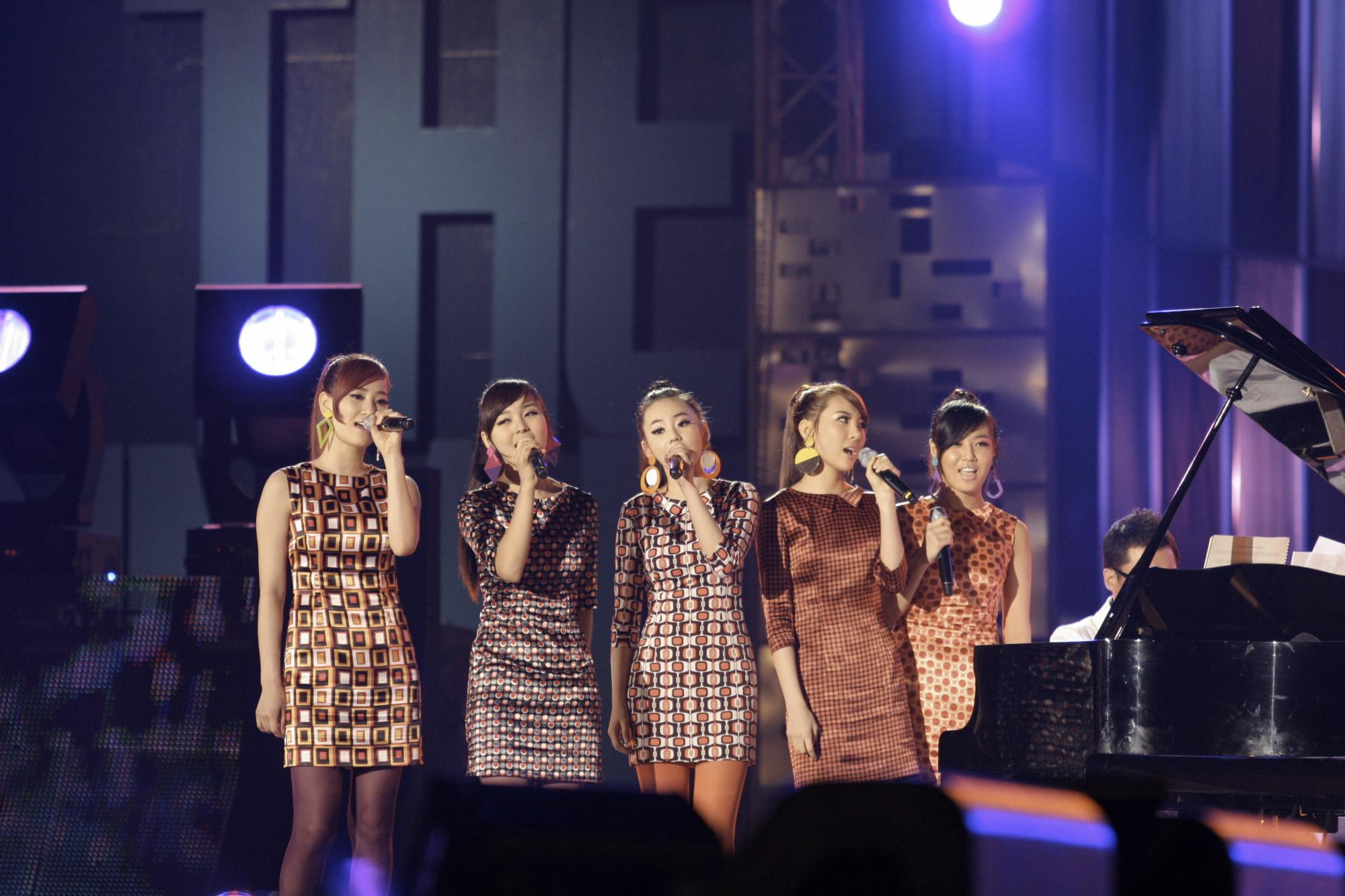
Wonder Girls tại MBC Campus Song Festival năm 2008

Đĩa đơn mới của họ, "So Hot", được phát hành ngày 22 tháng 5 năm 2008. Ca khúc này nhanh chóng đứng đầu các bảng xếp hạng âm nhạc trực tuyến. Giữa năm 2008, Wonder Girls biểu diễn "So Hot" và "This Time" tại MBC Music Core. "So hot" đánh dấu sự trở lại của Wonder Girls với vị trí số 1 trong 6 tuần liên tiếp tại Music Bank. Đĩa đơn hoàn chỉnh được phát hành không lâu sau đó bao gồm "So Hot", "This Time", "Tell Me" có phần rap, và "You're Out". Do gặp vấn đề với dây thanh âm, Yubin đã phải lip-sync theo chỉ định của bác sĩ.

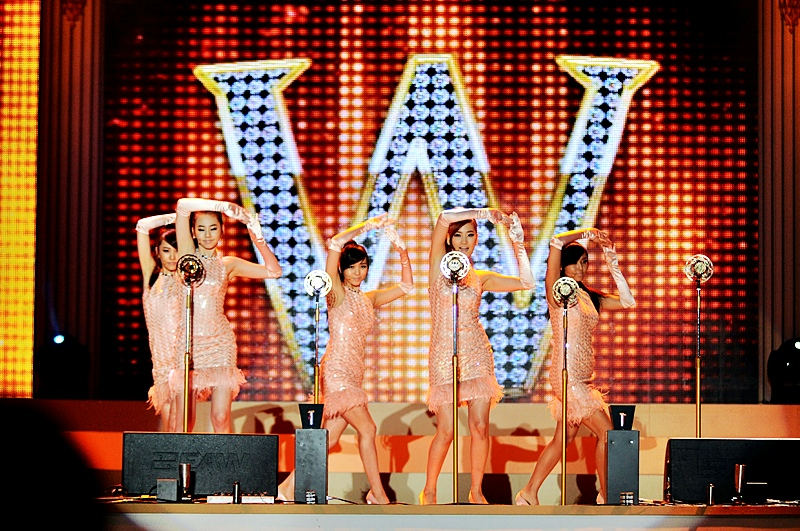
Wonder Girls biểu diễn "Nobody" tại 2008 BICHE opening ceremony tháng 10 năm 2008.

MV hoàn chỉnh của "Nobody" được phát hành đầu mùa thu năm 2008, Single này đã được phát hành trên mạng cùng thời điểm đó. Wonder Girls biểu diễn ca khúc này tại Music Core, Music Bank và Inkigayo trong tuần tiếp theo. Ca khúc này giành được vị trí số 1 tại KBS Music Bank trong 5 tuần liên tiếp và giành được giải thưởng "Ca khúc của tháng" của Cyworld trong tháng 9 và tháng 10 năm 2008. Giống như "Tell Me", "Nobody" đã tạo nên một làn sóng học nhảy theo, không những tại Hàn Quốc mà còn rất nhiều quốc gia trên thế giới.

Tại Mnet KM Music Festival Awards 2008, Wonder Girls đã giành được 3 giải thưởng, trong đó có giải thưởng "Ca khúc của năm" và "Music Video xuất sắc nhất" dành cho "Nobody" cùng giải thưởng "Nhóm nhạc nữ xuất sắc nhất". Họ cũng giành được giải thưởng cho ca khúc có doanh thu trực tuyến cao nhất tại Golden Disk Award năm 2008. Tại Seoul Music Awards lần thứ 18, họ đã nhận được Daesang (giải thưởng "Ca sĩ của năm") cho "Nobody" cùng với 2 giải thưởng khác. Đây là một thánh tích rất đáng ngưỡng mộ, đặc biệt đối với nhóm nhạc nữ như Wonder Girls.

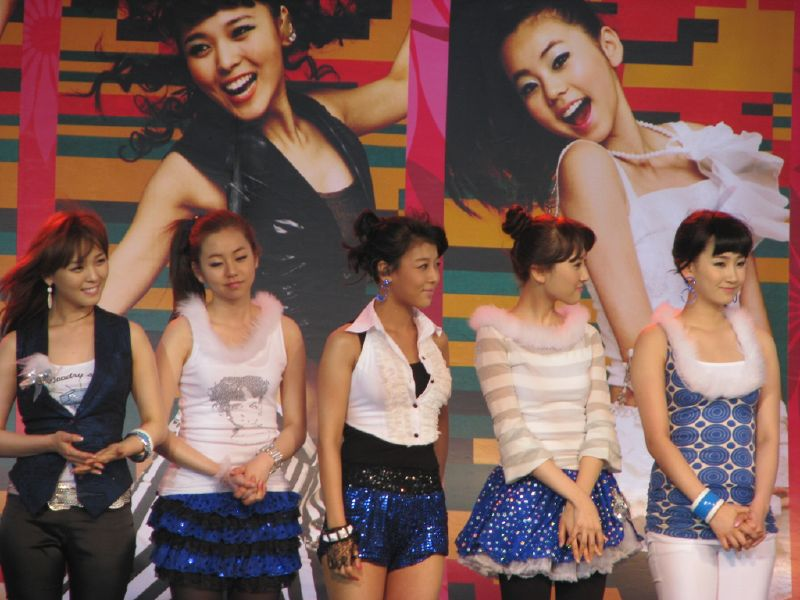
Wonder Girls tháng 5 năm 2008, gặp gỡ fan tại Bangkok.

Wonder Girls đã có các showcase tại Trung Quốc ngay sau khi ra mắt năm 2007 và theo học tiếng Trung Quốc.
Tháng 2 năm 2008, Wonder Girls đã tham gia tour diễn dài ngày của Park Jin Young tại Hàn Quốc và Mỹ (trong đó có New York và Los Angeles) với tư cách khách mời đặc biệt. Họ cũng đã quay music video "Wishing On A Star" tại New York. Park Jin Young cũng cho biết những concert này là showcase cho những ca sĩ khác của JYP Entertainment như Min, G-Soul và Lim Jeong Hee.
Tháng 9 năm 2008, Wonder Girls được Virgin Media, chọn là nhóm nhạc nữ hàng đầu cùng với Pussycat Dolls, Girls Aloud và Danity Kane. Tính tới cuối năm 2008, Wonder Girls đã mang lại 12 tỷ Won (tương đương với 9 triệu đô la Mỹ).

### 2009: Tour diễn quốc tế và ra mắt ởMỹvới "Nobody"
Tour diễn của Wonder Girls bắt đầu từ ngày 28 tháng 2 năm 2009 tại Bangkok, Thái Lan. Tiếp sau đó, Wonder Girls cùng JYP đã tổ chức concert tại Hoa Kỳ ở Los Angeles, La Mirada và New York. Sau đó họ đã trở về Hàn Quốc và tổ chức hai concert trong cuối tháng 3. Sau khi kết thúc tour diễn, Wonder Girls ra mắt music video hát lại ca khúc "Now" của Fin.K.L. Music video "Now" được làm với mục đích quảng cáo cho LG, một phiên bản vũ đạo của music video này đã được phát hành trực tiếp ngày 9 tháng 4 năm 2009.
Wonder Girls đã mở tài khoản MySpace Music chính thức. Trang web này đã xác nhận việc Wonder Girls sẽ ra mắt tại Hoa Kỳ với phiên bản tiếng Anh của "Nobody" trong mùa hè 2009.
Tháng 6 năm 2009, JYP Entertainment thông báo Wonder Girls sẽ tham gia các Jonas Brothers World Tour 2009 của Jonas Brothers tại phía Bắc Hoa Kỳ. Trong tháng 7 năm 2009, thông tin cho biết họ sẽ tham gia toàn bộ các concert của Jonas Brothers. JYP Entertainment cũng cho biết "Nobody" sẽ là single tiếng Anh đầu tiên của họ, tiếp theo là "Tell Me", "So Hot" và một album tiếng Anh sẽ được ra mắt. Để tập trung cho việc ra mắt ở Mỹ, Sohee và Sunmi đã phải bảo lưu kết quả học, tạm nghỉ học trung học vì họ không thể tới trường khi đang ở Mỹ.
Wonder Girls phát hành bản tiếng Anh của "Nobody" ngày 26 tháng 7 năm 2009, một ngày trước khi bắt đầu tour lưu diễn của họ với nhóm nhạc Jonas Brothers. Ngay từ đầu, Wonder Girls đã ký hợp đồng tham gia 13 buổi biểu diễn trên toàn nước Mỹ cùng với nhóm nhạc Jonas Brothers, nhưng sau đó, họ đã nhận được lời mời tiếp tục tham gia 45 buổi biểu diễn nữa trong tour lưu diễn của nhóm nhạc Jonas Brothers. Ca khúc "Nobody" cuối cùng cũng xuất hiện trên bảng xếp hạng Billboard Hot 100 tại Hoa Kỳ với vị trí thứ 76 vào tháng 10 năm 2009, Wonder Girls trở thành nghệ sĩ Hàn Quốc đầu tiên có ca khúc lọt vào bảng xếp hạng danh tiếng này. Cho đến thời điểm hiện tại, cùng với PSY, CL, nhóm nhạc nam BTS và nhóm nhạc nữ Blackpink, nhóm nhạc nữ Twice, Wonder Girls là một trong những nghệ sĩ Hàn Quốc hiếm hoi lọt vào được bảng xếp hạng danh giá này.

### 2010: Thành viên mới và "2 Different Tears"

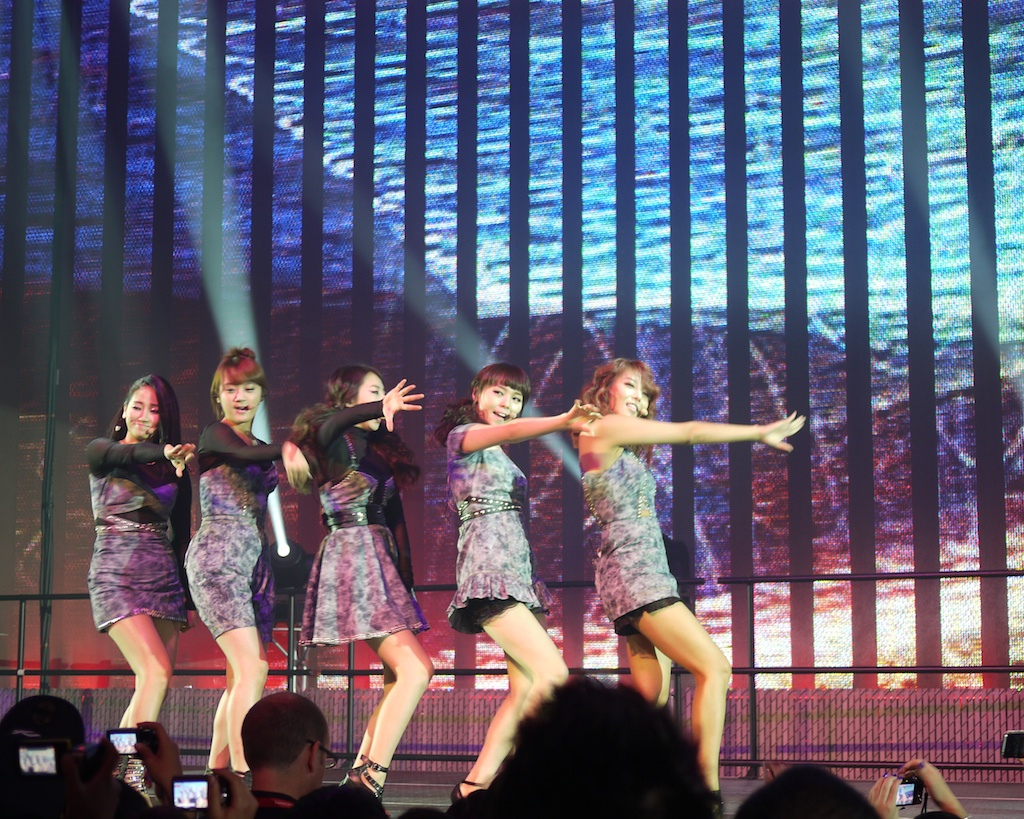
Wonder Girls với sự tham gia của thành viên mới Hyerim vào năm 2010

Vào ngày 22 tháng 1 năm 2010, một thông tin cho biết rằng Sunmi sẽ tạm dừng sự nghiệp âm nhạc của mình để tập trung vào sự nghiệp học tập. Hyerim, một thực tập sinh của JYP Entertainment, sẽ là người thay thế vị trí của Sunmi trong nhóm nhạc Wonder Girls.
Tháng 5 năm 2010, Wonder Girls phát hành mini-album "2 Different Tears" với ba phiên bản tiếng Anh, tiếng Trung và tiếng Hàn. Nhóm cũng biểu diễn ca khúc trên các sân khâu âm nhạc tại Hàn Quốc và nhận được một số giải thưởng từ các chương trình âm nhạc này.
Tháng 6 năm 2010, Wonder Girls tổ chức tour âm nhạc của mình tại một số thành phố lớn tại Hoa Kỳ và mời 2PM, 2AM làm những vị khách đặc biệt cho chuyến lưu diễn của mình.

### 2011: Quay trở lạiHàn Quốcvà ra mắt album mới "Wonder World"
Sau một năm sáu tháng miệt mài quảng bá trên thị trường âm nhạc Mỹ cũng như chuẩn bị công việc thu âm cho Album mới (kể cả album Tiếng Hàn và album Tiếng Mỹ), ngày 23 tháng 10, JYP Entertainment và các thành viên đã tiết lộ một poster mới mang tựa đề "RU Ready?" treo trên trụ sở công ty với một phiên bản mới của logo nhóm trong một thiết kế sang trọng với màu đen. Sau đó, JYP đã xác nhận rằng các nhà phân phối âm nhạc kỹ thuật số của nhóm đã quyết định ngày phát hành album chính thức thứ hai của nhóm vào ngày 7 tháng 11. Tuy nhiên, nhóm sẽ chỉ được quảng bá tại Hàn Quốc trong một tháng, vì họ đang chuẩn bị cho xúc tiến cho một tour lưu diễn châu Á trong tháng 12.

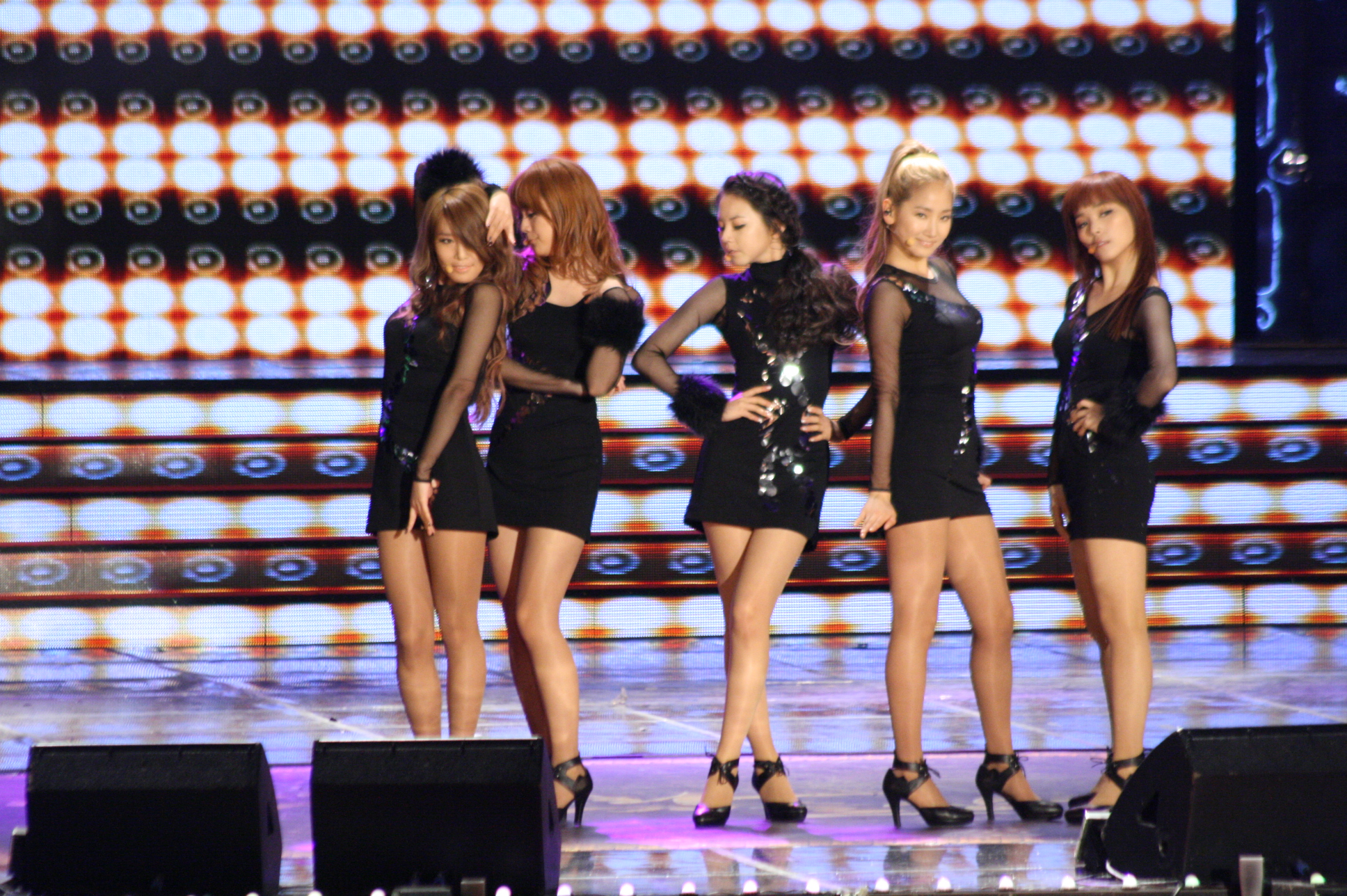
Wonder Girls biểu diễn ca khúc Be My Baby tại Korea Entertainment Awards

Album này sẽ là một Album chất lượng nhất từ trước đến nay của Wonder Girls, được đầu tư lớn nhất, với một phong cách hoàn toàn mới của nhóm là phong cách pop, khác với truyền thống của nhóm từ khi thành lập là phong cách Retro.
Giữa tháng 10 năm 2011, một số hình ảnh hậu trường quay Music Video mới của nhóm đã được tung ra trên trang chủ Tiếng Hàn và Tiếng Anh, cũng như trên các mạng xã hội như Facebook, Twitter,... Bắt đầu từ ngày 28 tháng 10, các hình ảnh teaser bắt đầu được phát hành trên trang web chính thức của họ. Ngày 31 tháng 10, công ty chủ quản JYP đã công bố teaser đầu tiên cho album mới này. Album sẽ có tên gọi là "Wonder World". Ngày 2 tháng 11, Teaser thứ 2 được công bố. Một ngày sau, danh sách 12 ca khúc trong album mới của nhóm đã được chính thức tiết lộ, và sau đó, đúng 0h ngày 7 tháng 11 (Giờ Việt Nam là 10h ngày 6 tháng 11), MV ca khúc "Be My Baby" cũng như album "Wonder World" đã được ra mắt. Nhóm sẽ bắt đầu quảng bá album mới với ca khúc chủ đạo là "Be My Baby" vào ngày 11 tháng 11 năm 2011 trên chương trình Music Bank của đài KBS. Sau gần 2 năm vắng bóng trên thị trường âm nhạc Hàn Quốc thì thông tin Wonder Girls trở lại đã đốt cháy người hâm mộ cũng như những người quan tâm đến nhóm. Có thể nói đây là đợt quảng bá mạnh nhất của nhóm kể từ khi nhóm chính thức Mỹ tiến vào năm 2009.
Không nằm ngoài dự đoán của giới chuyên môn cũng như người hâm mộ, album mới của nhóm đã xếp những vị trí dẫn đầu trên tất cả các bảng xếp hạng. Album đã đạt được hơn 20 triệu lượt xem trên trang chia sẻ video lớn nhất thế giới "YouTube". Nhóm cũng đã đứng vị trí thứ nhất và giành cúp trên nhiều chương trình ca nhạc như M! Countdown, Music Bank, Inkigayo... Trong thời điểm này, nhóm cũng đã quảng bá album mới trên hệ thống các kênh dadio cũng như đóng nhiều quảng cáo, chụp ảnh bìa cho các trang tạp chí lớn của Hàn Quốc. Nhóm đã làm việc với một số nhà sản xuất quốc tế nổi tiếng cho album. Jonté Moaning, biên đạo múa của ca sĩ nhạc R&B người Mỹ, Beyoncé Knowles trong video "Freakum Dress" và là vũ công trong video "Single Ladies", đã giúp nhóm dàn dựng video ca nhạc của ca khúc chủ đề "Be My Baby". Nhà thiết kế Johnny Wujek, người cũng là stylist thời trang cho ca sĩ nhạc pop Katy Perry trong video "I Kissed a Girl" và "California Gurls", cũng đã làm việc cùng với nhóm.

### 2012: Tập trung quảng bá Album mới tại Hoa Kỳ cũng như ra mắt bộ phim đầu tay

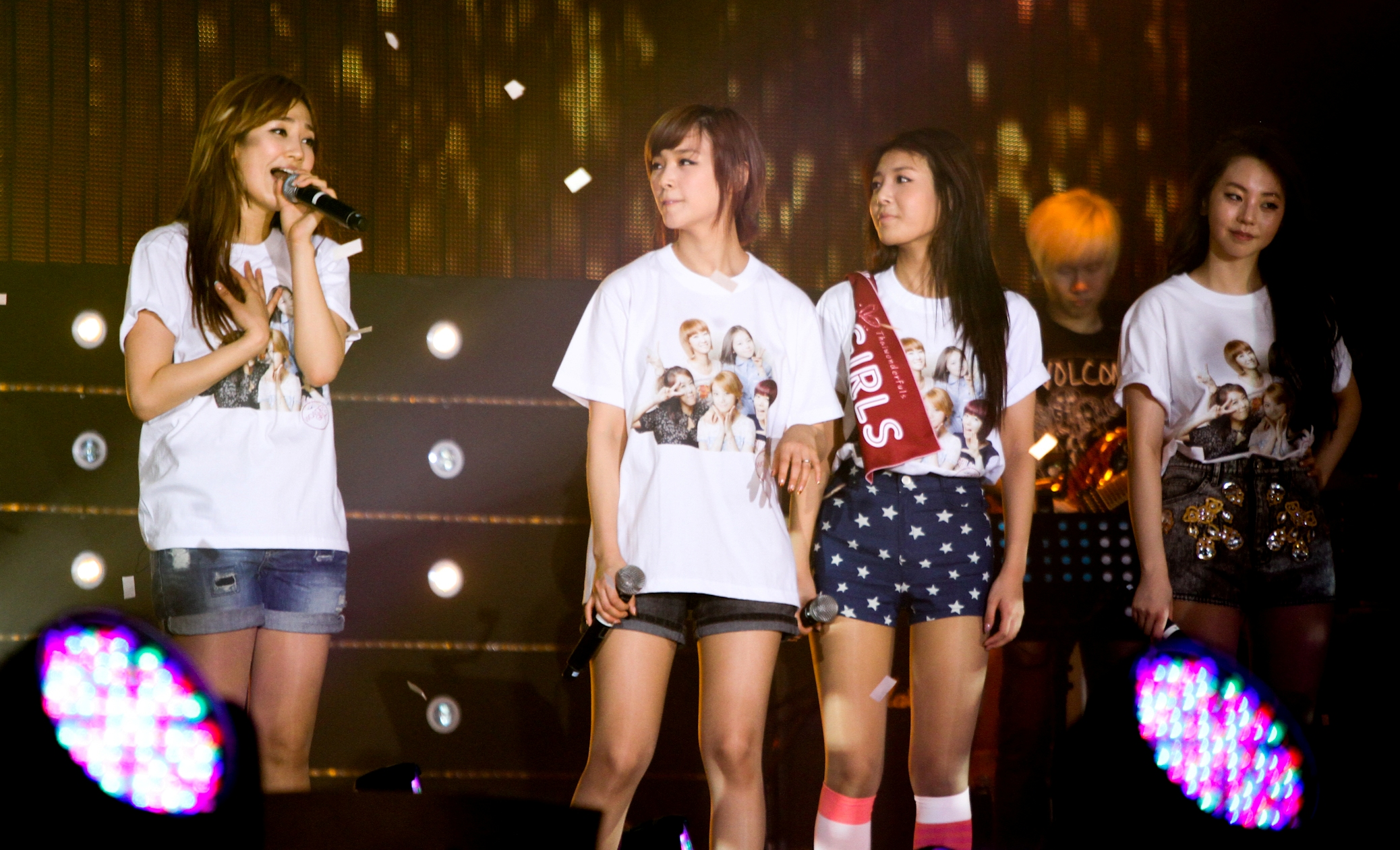
Wonder Girls biểu diễn trong tour diễn Wonder Girls World Tour in Seoul vào tháng 9 năm 2012

JYP và Wonder Girls đã bắt đầu tập trung quảng bá tại Hoa Kỳ ngay đầu năm này. Mở đầu trong chuỗi quảng bá này đó là việc JYP và kênh truyền hình TeenNik của Hoa Kỳ đã phối hợp cho ra mắt đĩa đơn "The DJ Is Mine" - đây là ca khúc mà Wonder Girls hát cùng với nhóm School Gyrls. Ca khúc này cũng sẽ là ca khúc nằm trong bộ phim đầu tay của nhóm với tên gọi là "The Wonder Girls". Tại triển lãm CES 2012 ở Las Vegas, JYP cùng với kênh truyền hình Hoa Kỳ TeenNik đã công bố sẽ ra mắt bộ phim đầu tay của nhóm là "The Wonder Girls", chính thức được phát sóng vào ngày 2 tháng 2 năm 2012 trên kênh truyền hình này. Trong năm 2012, Wonder Girls đã tung mini album Wonder Party với ca khúc chủ đạo "Like This" cho thị trường Hàn Quốc, bài hát "Like Money" cùng với Akon cho thị trường Mỹ và phiên bản Nhật của Nobody.
Năm 2012, nhóm cũng tổ chức tour diễn Wonder Girls World Tour, lưu diễn tại nhiều quốc gia ở châu Á.

### 2013 - 2015: Hai năm đầy khó khăn với sự nghiệp của nhóm, sự trở lại với album phòng thu thứ 3 và SunMi trở lại
Đến năm 2013, nhóm gặp khó khăn trong hoạt động chung khi Sunye lên xe hoa, tập trung cho gia đình và đi truyền đạo 5 năm tại Mỹ, tuy chưa rời khỏi JYP nhưng nhiều người nghĩ có lẽ cô đã rời khỏi nhóm. Sohee cũng rời JYP vào cuối năm 2013, sau đó gia nhập BH Entertainment vào tháng 2 năm 2014 để tập trung trong lĩnh vực diễn xuất, nhưng có tin đồn cho rằng cô vẫn có thể sẽ trở lại với Wonder Girls khi có thời gian do có sự cho phép của BH. Wonder Girls còn lại 3 người tiếp tục hoạt động hiện tại là Yeeun, Yubin, Hyerim và các thành viên đang tập trung cho các hoạt động cá nhân của họ, điển hình là việc ra mắt mini album solo Me? của Yeeun vào tháng 7 năm 2014.
Ngày 24 tháng 6 năm 2015, JYP Entertainment đã thông báo rằng Wonder Girls sẽ trở lại sau một thời gian gián đoạn ba năm. Một đại diện của cơ quan này xác nhận rằng cựu thành viên Sunmi sẽ được tái gia nhập nhóm lần đầu tiên kể từ khi rút lui trong năm 2010. Họ sẽ trở lại với đội hình bốn người theo hình thức ban nhạc chứ không phải là nhóm nhạc nhảy. Mỗi thành viên sẽ chơi một nhạc cụ: Yubin (drum), Yeeun (piano), Hyerim (guitar) và Sunmi (bass). 
Thành viên Sunye, Sohee không hoạt động và sẽ không tham gia vào các hoạt động quảng bá. Ngày 20 tháng 7, đại diện của JYP thông báo: "Sunye và Sohee chính thức rút khỏi nhóm Wonder Girls". Họ đã viết một lá thư thông báo với công ty và người hâm mộ rằng họ sẽ chính thức rút khỏi nhóm. Sunye muốn tập trung vào việc làm mẹ, còn Sohee thì muốn tập trung vào sự nghiệp diễn xuất. Tuy nhiên họ vẫn sẽ luôn ủng hộ 4 thành viên còn lại Wonder Girls, các cô gái vẫn luôn là bạn tốt với nhau và vẫn gặp gỡ nhau thường xuyên. 4 thành viên còn lại cũng tuyên bố sẽ sẵn sàng tái hợp với Sunye và Sohee nếu có cơ hội.
Wonder Girls chính thức trở lại vào tháng Tám với album thứ ba "Reboot", gồm 12 bài hát, trong đó có 11 bài hát do 4 thành viên tự sáng tác, trừ ca khúc chủ đề "I Feel You" do Park Jin Young sáng tác. "I Feel You" cũng đã đạt được thành tích all kill khi đứng đầu nhiều bảng xếp hạng âm nhạc trực tuyến của Hàn Quốc.

### 2016: "Why So Lonely" ra mắt và đạt được nhiều thành công

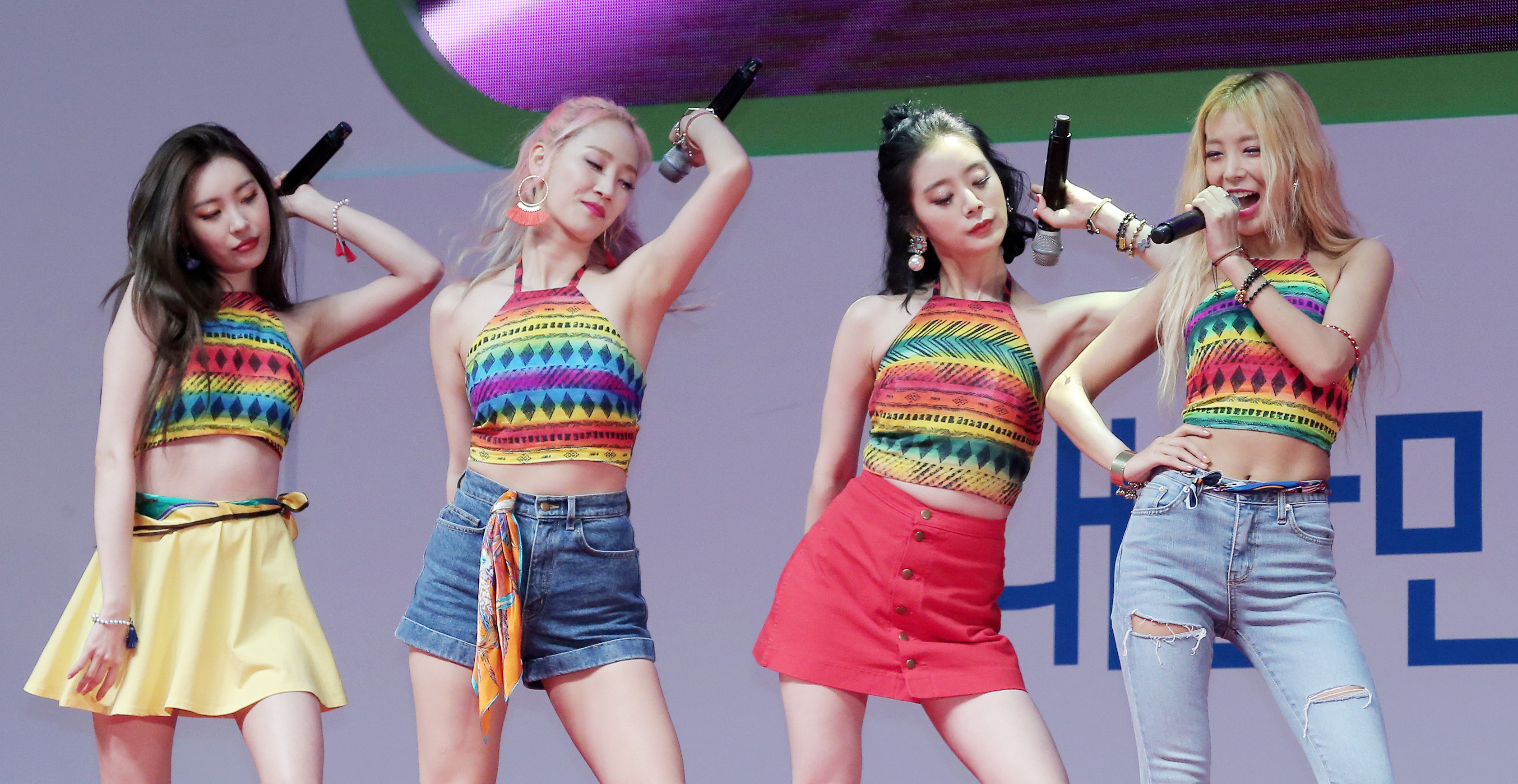
Wonder Girls cổ vũ cho đội tuyển Hàn Quốc tại Olympic Rio 2016

Vào giữa năm 2016, JYP thông báo Wonder Girls sẽ trở lại với 3 bài hát tự sáng tác. Lần đầu tiên Wonder Girls sẽ sáng tác bài hát chủ đề sau hơn 9 năm ra mắt.
Vào 18 tháng 6 năm 2016, nhóm cho phát hành ca khúc phụ của album là "To The Beautiful You", dưới dạng đĩa than, với 500 bản giới hạn được bán ra. Vào ngày 5 tháng 7 năm 2016, nhóm chính thức phát hành mini album "Why So Lonely". Bài hát chủ đề "Why So Lonely" đã đứng đầu tất cả các bảng xếp hạng trực tuyến của Hàn Quốc trong nhiều tuần liền, đạt danh hiệu "Perfect All Kill", đồng thời đứng đầu iTunes tại nhiều quốc gia Châu Á và Châu Âu. Bài hát này đứng trong Top 5 các bài hát thành công nhất năm 2016 tại Hàn Quốc. Đồng thời Wonder Girls cũng đã giành được 4 chiến thắng tại các chương trình âm nhạc của Hàn Quốc là The Show Champion, M! Countdown, Music Bank và Inkigayo. Sự trở lại lần này được đánh giá là sự trở lại thành công nhất của Wonder Girls kể từ năm 2012, sau nhiều biến động về thành viên.

### 2017: Phát hành đoạn video clip cuối cùng và chính thức tan rã
Ngày 26 tháng 1 năm 2017, JYP Entertainment đưa ra thông báo chính thức rằng Wonder Girls sẽ chính thức ngừng hoạt động sau đúng 10 năm trình diễn. Cụ thể, JYP đã đăng tải trên Youtube một đoạn clip với tiêu đề "THANK YOU FOR BEING SO WONDERFUL". Đoạn clip tổng hợp những khoảnh khắc đẹp nhất của nhóm nhạc nữ Wonder Girls. Được biết, trong 4 thành viên, chỉ có Yubin và Hyerim tiếp tục gia hạn hợp đồng với JYP, riêng hai thành viên Yeeun và Sunmi sẽ tìm đến những công ty quản lý mới. Ngoài ra, Wonder Girls đã phát hành bài hát cuối cùng "Draw Me" vào ngày 10 tháng 2 năm 2017 để kỷ niệm 10 năm nhóm xuất hiện ở K-pop.

## Thành viên
| Nghệ danh | Nghệ danh | Tên thật     | Tên thật |        |               | Ngày sinh        |
| Latinh    | Hangul    | Latinh       | Hangul   | Hanja  | Hán Việt      | Ngày sinh        |
| --------- | --------- | ------------ | -------- | ------ | ------------- | ---------------- |
| Yubin     | 유빈      | Kim Yoo-bin  | 김유빈   | 金婑斌 | Kim Du Bân    | 4 tháng 10, 1988 |
| Yeeun     | 예은      | Park Ye-eun  | 박예은   | 朴譽恩 | Phác Nghệ Ân  | 26 tháng 5, 1989 |
| Sunye     | 선예      | Min Seon-ye  | 민선예   | 閔先藝 | Mẫn Tiên Nghệ | 12 tháng 8, 1989 |
| Sunmi     | 선미      | Lee Seon-mi  | 이선미   | 李宣美 | Lý Tiên Mỹ    | 2 tháng 5, 1992  |
| HyunA     | 현아      | Kim Hyeon-ah | 김현아   | 金泫雅 | Kim Huyền Nhã | 6 tháng 6, 1992  |
| Sohee     | 소회      | Ahn So-hee   | 안소회   | 安昭熙 | An Tố Hỷ      | 27 tháng 6, 1992 |
| Hyerim    | 혜림      | Woo Hye-rim  | 우혜림   | 禹惠林 | Vũ Huệ Lâm    | 1 tháng 9, 1992  |

## Danh sách đĩa nhạc

### Album đĩa đơn
| Tên                                                                               | Chi tiết                                                                                    | Vị trí xếp hạng | Vị trí xếp hạng | Doanh số bán hàng |
| Tên                                                                               | Chi tiết                                                                                    | KOR             | US Heat         | Doanh số bán hàng |
| --------------------------------------------------------------------------------- | ------------------------------------------------------------------------------------------- | --------------- | --------------- | ----------------- |
| The Wonder Begins                                                                 | - Phát hành: 13 tháng 2 năm 2007 - Hãng đĩa: JYP Entertainment - Định dạng: CD, tải nhạc số | 17              | —               | - KOR: 14,815     |
| So Hot                                                                            | - Phát hành: 3 tháng 6 năm 2008 - Hãng đĩa: JYP Entertainment - Định dạng: CD, tải nhạc số  | 3               | —               | - KOR: 56,673     |
| Why So Lonely                                                                     | - Phát hành: 5 tháng 7 năm 2016 - Hãng đĩa: JYP Entertainment - Định dạng: CD, tải nhạc số  | 3               | —               | - KOR: 13,240     |
| "—" Nghĩa là không lọt vào bảng xếp hạng hoặc không được phát hành ở quốc gia đó. |                                                                                             |                 |                 |                   |

### Album phòng thu
| Tên                                                                               | Chi tiết                                                                                          | Vị trí xếp hạng | Vị trí xếp hạng | Vị trí xếp hạng | Vị trí xếp hạng | Doanh số bán hàng        |
| Tên                                                                               | Chi tiết                                                                                          | KOR             | JPN             | US Heat         | US World        | Doanh số bán hàng        |
| --------------------------------------------------------------------------------- | ------------------------------------------------------------------------------------------------- | --------------- | --------------- | --------------- | --------------- | ------------------------ |
| The Wonder Years                                                                  | - Phát hành: 13 tháng 9 năm 2007 (KOR) - Hãng đĩa: JYP Entertainment - Định dạng: CD, tải nhạc số | 4               | —               | —               | —               | - KOR: 83,391            |
| Wonder World                                                                      | - Phát hành: 7 tháng 11 năm 2011 (KOR) - Hãng đĩa: JYP Entertainment - Định dạng: CD, tải nhạc số | 1               | 154             | —               | 5               | - KOR: 41,262 - JPN: 929 |
| Reboot                                                                            | - Phát hành: 3 tháng 8 năm 2015 (KOR) - Hãng đĩa: JYP Entertainment - Định dạng: CD, tải nhạc số  | 5               | —               | 25              | 2               | - KOR: 12,789            |
| "—" Nghĩa là không lọt vào bảng xếp hạng hoặc không được phát hành ở quốc gia đó. |                                                                                                   |                 |                 |                 |                 |                          |

### Đĩa mở rộng
| Tên                                                                               | Chi tiết                                                                                          | Vị trí xếp hạng | Vị trí xếp hạng | Vị trí xếp hạng | Vị trí xếp hạng | Vị trí xếp hạng | Doanh số bán hàng          |
| Tên                                                                               | Chi tiết                                                                                          | KOR             | CAN             | JPN             | US Heat         | US World        | Doanh số bán hàng          |
| --------------------------------------------------------------------------------- | ------------------------------------------------------------------------------------------------- | --------------- | --------------- | --------------- | --------------- | --------------- | -------------------------- |
| The Wonder Years: Trilogy                                                         | - Phát hành: 30 tháng 9 năm 2008 (KOR) - Hãng đĩa: JYP Entertainment - Định dạng: CD, tải nhạc số | 14              | —               | —               | —               | —               | - KOR: 79,905              |
| 2 Different Tears                                                                 | - Phát hành: 15 tháng 5 năm 2010 (US) - Hãng đĩa: JYP Entertainment - Định dạng: CD, tải nhạc số  | 2               | 6               | —               | 21              | ー              | - KOR: 31,775              |
| Wonder Party                                                                      | - Phát hành: 3 tháng 6 năm 2012 (KOR) - Hãng đĩa: JYP Entertainment - Format: CD, tải nhạc số     | 3               | —               | 140             | —               | 9               | - KOR: 27,201 - JPN: 1,363 |
| Nobody for Everybody                                                              | - Phát hành: 25 tháng 7 năm 2012 (JPN) - Hãng đĩa: DefStar Records - Định dạng: CD, tải nhạc số   | —               | —               | 14              | —               | —               | - JPN: 10,731              |
| "-" Nghĩa là không lọt vào bảng xếp hạng hoặc không được phát hành ở quốc gia đó. |                                                                                                   |                 |                 |                 |                 |                 |                            |

### Album tổng hợp
| Tên                                                                               | Chi tiết                                                                                                   | Vị trí xếp hạng | Doanh số bán hàng |
| Tên                                                                               | Chi tiết                                                                                                   | JPN             | Doanh số bán hàng |
| --------------------------------------------------------------------------------- | --- | --------------- | ----------------- |
| Wonder Girls                                                                      | - Phát hành: 10 tháng 2 năm 2010 (CHN/TWN) - Hãng đĩa: JYP Entertainment - Định dạng: CD, DVD, tải nhạc số | —               | - TWN: 50,000     |
| Wonder Best                                                                       | - Phát hành: 14 tháng 11 năm 2012 (JPN) - Hãng đĩa: DefStar Records - Định dạng: CD, DVD, tải nhạc số      | 32              |                   |
| "—" Nghĩa là không lọt vào bảng xếp hạng hoặc không được phát hành ở quốc gia đó. | |                 |                   |

### Đĩa đơn
| Bài hát                                                                           | Năm  | Vị trí xếp hạng | Vị trí xếp hạng | Vị trí xếp hạng | Vị trí xếp hạng | Vị trí xếp hạng | Doanh số bán hàng                | Album                     |
| Bài hát                                                                           | Năm  | KOR             | KOR Hot         | US              | US Heat         | US World        | Doanh số bán hàng                | Album                     |
| --------------------------------------------------------------------------------- | ---- | --------------- | --------------- | --------------- | --------------- | --------------- | -------------------------------- | ------------------------- |
| "Irony"                                                                           | 2007 | —               | —               | —               | —               | —               |                                  | The Wonder Begins         |
| "It's Not Love" (미안한 마음)                                                     | 2007 | —               | —               | —               | —               | —               |                                  | The Wonder Begins         |
| "Tell Me"                                                                         | 2007 | —               | —               | —               | —               | —               |                                  | The Wonder Years          |
| "This Fool" (이 바보)                                                             | 2007 | —               | —               | —               | —               | —               |                                  | The Wonder Years          |
| "So Hot"                                                                          | 2008 | —               | —               | —               | —               | —               |                                  | So Hot                    |
| "Nobody""                                                                         | 2008 | —               | —               | —               | —               | —               | - KOR: 4,600,000                 | The Wonder Years: Trilogy |
| "Nobody" (Phiên bản tiếng Anh)                                                    | 2009 | —               | —               | 76              | 4               | —               | - US: 78,000 - US: 42,000 (phy.) | 2 Different Tears         |
| "2 Different Tears"                                                               | 2010 | 1               | —               | —               | —               | —               | - KOR: 2,790,000                 |                           |
| "Be My Baby"                                                                      | 2011 | 1               | 1               | —               | —               | 2               | - KOR: 3,920,000                 | Wonder World              |
| "The DJ Is Mine" (solo hoặc với School Gyrls)                                     | 2012 | 8               | 9               | —               | —               | —               | - KOR: 1,173,000                 | Wonder Party              |
| "Like This"                                                                       | 2012 | 2               | 1               | —               | —               | 4               | - KOR: 2,320,000                 | Wonder Party              |
| "Like Money" (với Akon)                                                           | 2012 | 11              | 14              | —               | —               | —               | - KOR: 469,000                   | Không có album phát hành  |
| "I Feel You"                                                                      | 2015 | 3               | —               | —               | —               | 12              | - KOR: 842,000                   | Reboot                    |
| "Why So Lonely"                                                                   | 2016 | 1               | —               | —               | —               | 5               | - KOR: 1,124,000                 | Why So Lonely             |
| "Draw Me" (그려줘)                                                                | 2017 | 32              | —               | —               | —               | —               | - KOR: 82,000                    | Không có album phát hành  |
| "-" Nghĩa là không lọt vào bảng xếp hạng hoặc không được phát hành ở quốc gia đó. |      |                 |                 |                 |                 |                 |                                  |                           |

### Đĩa đơn quảng bá
| Tên bài hát                                                                       | Năm  | Vị trí xếp hạng | Vị trí xếp hạng | Doanh số bán hàng | Album                    |
| Tên bài hát                                                                       | Năm  | KOR             | US World        | Doanh số bán hàng | Album                    |
| --------------------------------------------------------------------------------- | ---- | --------------- | --------------- | ----------------- | ------------------------ |
| "Joyo Joyo" (쪼요쪼요)                                                            | 2007 | —               | —               | —                 | Không có album phát hành |
| "Army Song"                                                                       | 2008 | —               | —               | —                 | Không có album phát hành |
| "Food Song"                                                                       | 2008 | —               | —               | —                 | Không có album phát hành |
| "Anybody" (với Dynamic Duo, San E and J.Y. Park)                                  | 2008 | —               | —               | —                 | Không có album phát hành |
| "Now" (Fin.K.L cover)                                                             | 2009 | —               | —               | —                 | Không có album phát hành |
| "K-Food Party"                                                                    | 2011 | —               | —               | —                 | Không có album phát hành |
| "To the Beautiful You" (아름다운 그대에게)                                        | 2016 | 30              | 16              | - KOR: 93,168     | Why So Lonely            |
| "-" Nghĩa là không lọt vào bảng xếp hạng hoặc không được phát hành ở quốc gia đó. |      |                 |                 |                   |                          |

## Truyền hình và điện ảnh
Các chương trình truyền hình:
- MTV Wonder Girls Season 1 (2006)
- MTV Wonder Girls Season 2 (2007)
- MTV Wonder Girls Season 3 (2008)
- MTV Wonder Girls Season 4 (2010)
- Wonder Girls - Mnet Self Camera (2007)
- Wonder Bakery (2008)
- Legend of Wonder Girls - Mnet (2008)
- Welcome To Wonderland (2009)
- Made in Wonder Girls - Mnet (2010)
- Star Life Theater @ Wonder Girls - KBS (2011)
- The Wonder Girls (2012)
- Saturday Night Live @ Wonder Girls - tvN (2015)

## Các giải thưởng
| Năm  | Giải thưởng |
| ---- | --- |
| 2007 | - Cyworld Digital Music Awards (Tháng 2): Nhóm nhạc mới của tháng - Cyworld Digital Music Awards (Tháng 10): Ca khúc của tháng ("Tell Me") - 2007 Mnet KM Music Festival: Nhóm nhạc nữ mới xuất sắc nhất - 2007 National Assembly of South Korea Pop Culture & Media Awards: Pop Music Award - Korean Music Arts Festival: Nữ nghệ sĩ ăn ảnh - 2007 Golden Disk Awards: Digital Music Bonsang - 2007 Golden Disk Awards: Popularity Award |
| 2008 | - 17th Seoul Music Awards: Nhóm nhạc nữ mới của năm - 2008 Nick Korea Kids Choice Awards: Ca sĩ nữ xuất sắc nhất - 20th Korean Producers & Directors Awards: Ca sĩ xuất sắc nhất - 5th Korean Music Awards: Ca khúc Dance & Electronic xuất sắc nhất - Cyworld Digital Music Awards (June): Ca khúc của tháng ("So Hot") - M.Net 20s Choice: Hot Schoolgirl (Sohee) - M.Net 20s Choice: Hot Club Music ("So Hot") - Cyworld Digital Music Awards (September): Ca khúc của tháng ("Nobody") - Cyworld Digital Music Awards (October): Ca khúc của tháng ("Nobody") - 2008 Mnet KM Music Festival: Ca khúc của năm - Daesang ("Nobody") - 2008 Mnet KM Music Festival: Nhóm nhạc nữ xuất sắc nhất - 2008 Mnet KM Music Festival: Music video xuất sắc nhất ("Nobody") - 9th Korea Visual Arts Festival: Ca sĩ ăn ảnh nhất - 25th Korea Best Dresser Awards: Ca sĩ có trang phục đẹp nhất - 23rd Golden Disk Awards: Digital Bonsang ("Nobody") - 2008 Korea Fashion & Design Awards: Biểu tượng thời trang của năm |
| 2009 | - 2009 Asia Model Festival Awards: Giải thưởng Ngôi sao châu Á - 18th High1 Seoul Music Awards: Daesang Award ("Nobody") - 18th High1 Seoul Music Awards: Bonsang Award ("Nobody") - 18th High1 Seoul Music Awards: Digital Music Award ("Nobody") - 6th Annual Korean Music Awards: Nhóm nhạc của năm - No.76 "Billboard Hot 100" của Hoa Kỳ ("Nobody") - No.1 "Billboard World Albums Charts" (Year End Charts Hot Singles Sales) ("Nobody") |
| 2011 | - No.1 "Billboard K-Pop Charts" ("Be My Baby") - No.1 "South Korea Gaon Weekly Album Charts" ("Wonder World") - No.5 "Billboard World Albums Charts" ("Wonder World") |
| 2012 | - No.3 "South Korea Gaon Weekly/Monthly Album Charts" (Wonder Party") - No.9 "Billboard World Album Charts" ("Wonder Party") - No.1 "South Korea Ganon Monthly National Digital Single ("Like This") |
| 2015 | - Fuse TV: The 20 Best Albums of 2015, Rank 18 ("Reboot") - Billboard: The 10 Best K-Pop Albums of 2015, Rank 1 ("Reboot") - iTunes Japan: The Best K-Pop Albums of 2015 ("Reboot") |
| 2016 | - KU Music Award: Best Stage Presence ("I Feel You") |

Được ứng cử:
- 2009 - 6th Korean Music Awards: Ca khúc của năm ("Nobody")
- 2009 - 6th Korean Music Awards: Bài hát nhạc dance và electronic hay nhất ("Nobody")
- 2009 - 6th Korean Music Awards: Nhóm nhạc của năm do cộng đồng mạng bình chọn